# Ryszard Dziatkowiak
Ryszard Dziatkowiak (ur. 7 sierpnia 1947 w Sulęcinie) – polski żużlowiec.
Wychowanek Stali Gorzów Wielkopolski. Zadebiutował w lidze 2 kwietnia 1967 w meczu wyjazdowym z Unią Tarnów, gdzie zdobył 1 pkt. Reprezentował gorzowską drużynę w sezonach 1966-1972. Z drużyną Stali wywalczył 1 złoty (1969) i 2 srebrne medale (1968, 1971) Drużynowych Mistrzostw Polski. Jego karierę przerwała ciężka kontuzja, jakiej doznał pod koniec 1972 roku, na jednym z treningów.
Finalista Indywidualnych Mistrzostw Polski w 1970 roku (15 m.) i Młodzieżowych Indywidualnych Mistrzostw Polski w 1969 roku (4 m.). Dwukrotnie, w latach 1968-1969 uplasował się na 3 m. w turniejach o Srebrny Kask.
W 1971 roku podczas meczu towarzyskiego ze Zgrzeblarkami Zielona Góra czasem 72,3 sek. ustanowił rekord gorzowskiego toru.